# Henri de Rothschild

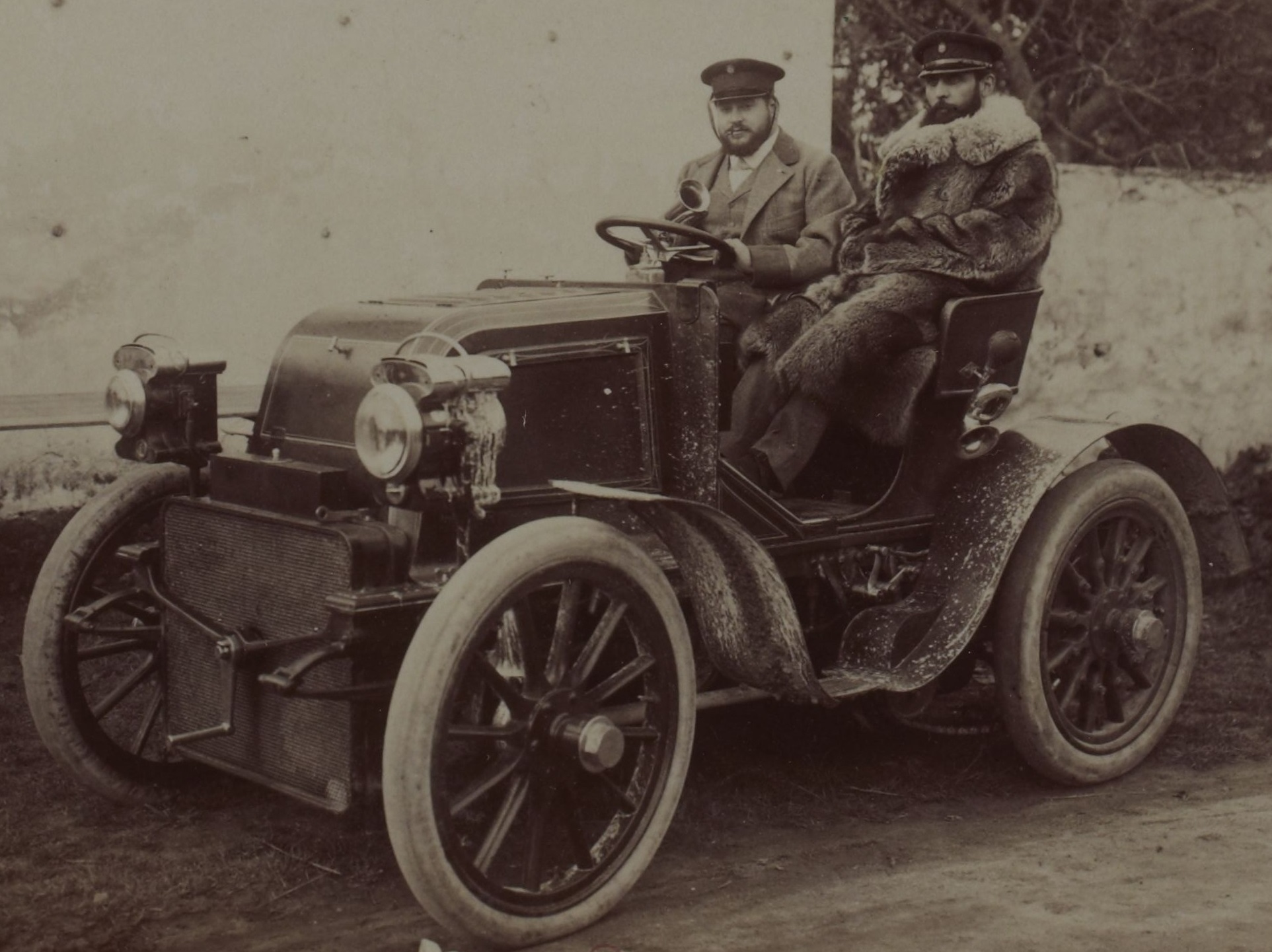
Henri de Rothschild en 1900 (au volant, Mr. Ruef à sa gauche).

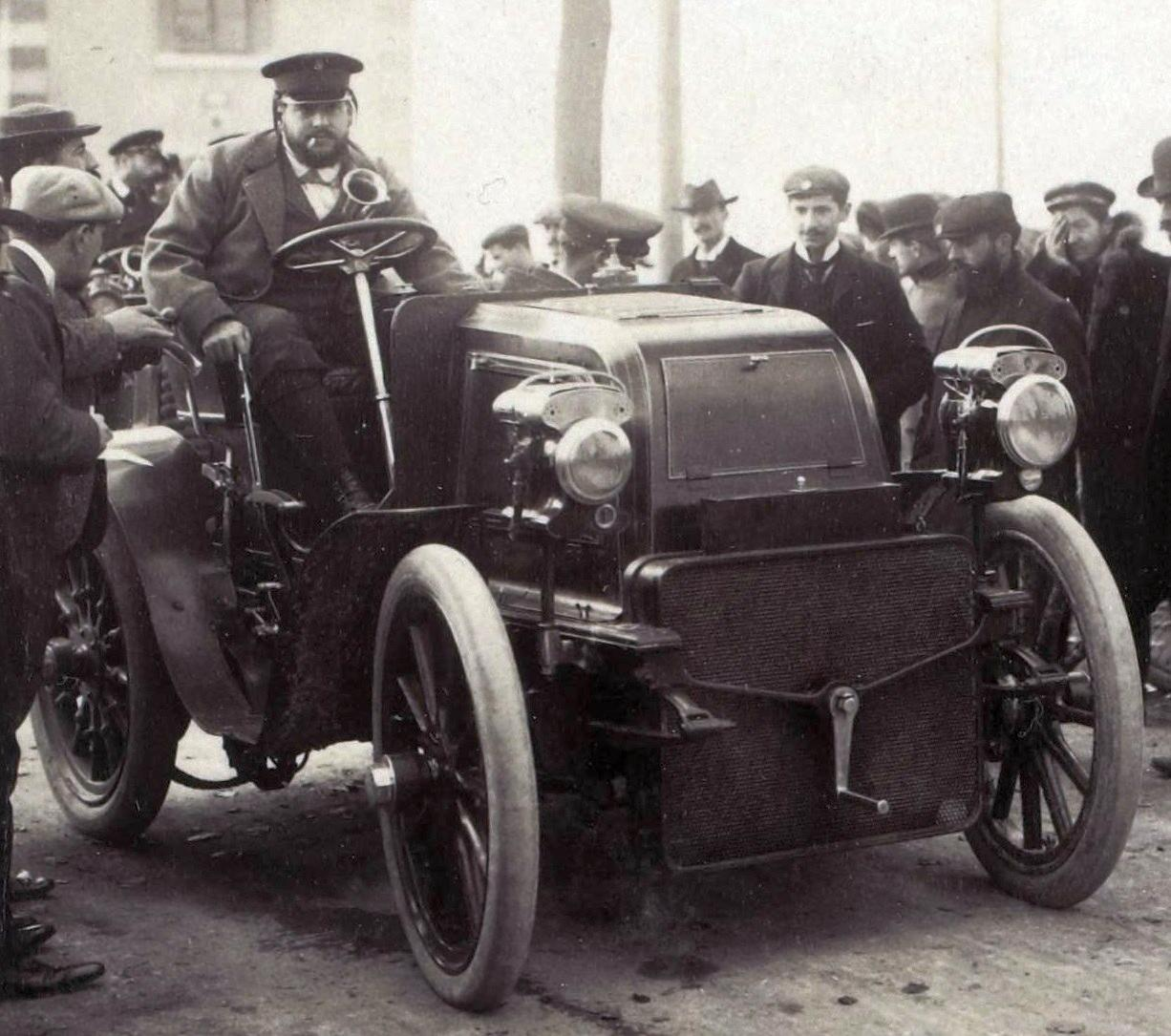
Henri de Rothschild à la côte de Chanteloup en 1900.

Le baron Henri James Nathaniel Charles de Rothschild, né le 26 juillet 1872 à Paris et mort le 12 octobre 1947, est un entrepreneur, philanthrope, collectionneur d'art, et auteur dramatique. Pour ses activités littéraires, il est connu sous les pseudonymes : André Pascal, Charles des Fontaines, Henri Desfontaines, P.-L. Naveau et André Pascales.

## Biographie
Issu de la branche anglaise de la famille Rothschild mais établi en France, fils de James Nathan « Édouard » de Rothschild (1844–1881) et Thérèse von Rothschild (1847–1931), Henri de Rothschild fit des études de médecine et finança généreusement plusieurs hôpitaux, dont celui de Berck avec sa chapelle décorée par le peintre Albert Besnard et la sculptrice Charlotte Besnard. Il finança aussi les recherches de Pierre et
Marie Curie. Entrepreneur inlassable, toujours plein de nouveaux projets, il fonda des industries diverses, depuis les voitures Unic, qui finirent par être absorbées par IVECO, jusqu'à une savonnerie.
Passionné de théâtre, il dirigea le théâtre Antoine et fit construire le théâtre Pigalle en hommage à sa maitresse Marthe Régnier ce qui fit scandale à l'époque. Il fut auteur dramatique sous les pseudonymes de Charles Des Fontaines et André Pascal.
Il épousa, en 1895, Mathilde Sophie Henriette von Weissweiller (1872-1926). Ils eurent trois enfants :
- Baron James-Henri de Rothschild (1896-1984), qui épousa, en 1923, Claude Dupont (1904-1964) puis, en 1966, Yvette Choquet (née en 1939) ;
- Nadine de Rothschild (1898-1958), qui épousa en 1919 M. Adrien Thierry (1885-1961) ;
- Baron Philippe de Rothschild (1902-1988), qui épousa, en 1935, Elisabeth Pelletier de Chambure (1902-1945) et, en 1954, Pauline Fairfax Potter (1908-1976).

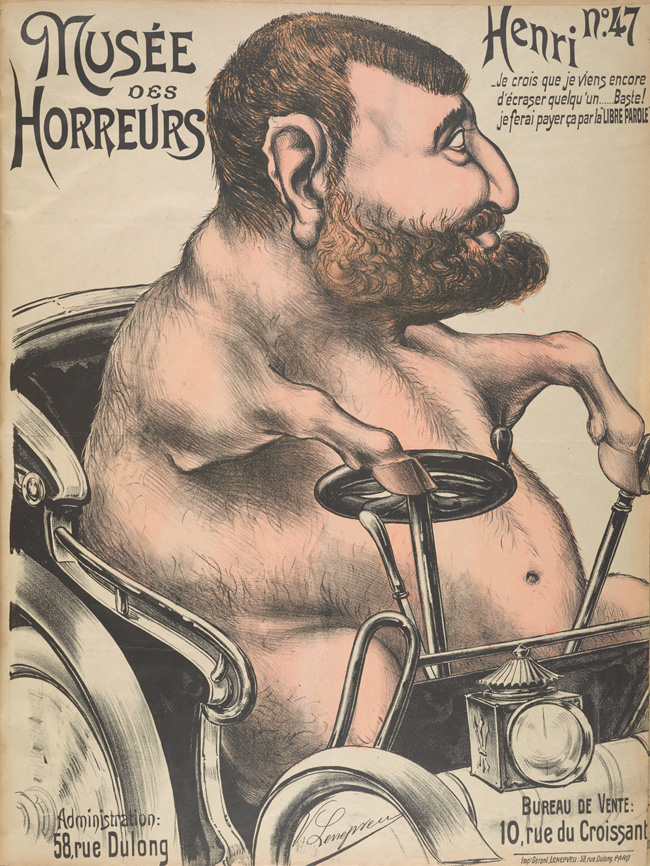
Caricature antisémite du Musée des Horreurs faisant allusion à un accident provoqué par une automobile appartenant à Henri de Rothschild (1900).

Entre 1896 et 1900, il est la cible de Raphaël Viau, journaliste à La Libre Parole d'Édouard Drumont, mais ces deux antisémites sont finalement condamnés pour leurs attaques diffamatoires.
Alors qu'il se faisait appeler le plus souvent « Docteur Pascal » lors de ses courses automobiles, il remporta la troisième course de côte de Chanteloup en 1900 au nord-ouest de Paris sur Daimler 24 hp., engageant à l'occasion ses propres pilotes, comme lors de la Semaine automobile niçoise l'ancien chauffeur impérial Wilhem Bauer à Nice - La Turbie (décès en 1900), ou encore Wilhelm Werner celui alors à venir de l'empereur Guillaume II, en 1899 puis 1901, sur des voitures Daimler ou Benz (le Domaine de Rothschild accueillant son propre évènement à trois reprises de 1928 à 1930, remporté par René Dreyfus et Louis Decaroli). En juillet 1905, il gagna le concours tourisme d'Aix-les-Bains sur Mercedes 60 hp.
Il fut membre de l'Académie des sports durant les années 1900.
Henri de Rothschild commença par habiter au 33 de la rue du Faubourg-Saint-Honoré, le somptueux hôtel qu'il céda à la Société du Cercle de l'Union interalliée et qui est toujours aujourd'hui son siège, avant d'emménager dans le château de la Muette en 1922, qu'il fit construire entre 1912 et 1922 par l'architecte Lucien Hesse.
Le 21 juin 1914, à 2 h du matin, après avoir assisté au gala de l'Opéra avec le docteur Zadoc-Kahn, Henri de Rothschild a été victime d'un attentat boulevard des Capucines, au niveau de la rue Édouard-VII. Le crémier Pierre Prudon, ruiné par l'Œuvre philanthropique du bon lait, tira plusieurs coups de revolver dont une atteint la hanche, mais le baron en réchappa.
Pendant la guerre de 1914-1918, il fabriqua de grandes quantités d'ambrine, pommade cireuse de résine d'ambre et de paraffine, créée pour soigner ses propres rhumatismes par le médecin de marine Edmond Barthe de Sandfort, né en 1853 à Toulon, qui débarrassa de leurs douleurs tous les soldats brulés.
Il possédait également une maison de campagne en forêt de Rambouillet, l'abbaye des Vaux-de-Cernay, ainsi que le Domaine de Baudouvin à partir de 1926. Grâce à M. Bonnefoy, un jardinier attaché à la propriété, horticulteur et gérant du domaine, Baudouvin est alors couvert de potagers, de vergers et de vignobles. Ce domaine, aujourd'hui propriété de la commune de La Valette-du-Var, est labellisé Jardin remarquable.
Son rendez-vous de chasse à Fréteval, « Le Chalet du loir », est actuellement en très mauvais état.
De son vivant, il eut une voie du nom d'un de ses nombreux pseudonymes : la rue André-Pascal, dans le 16e arrondissement de Paris.

## Publications

### Théâtre
- Potage bisque, sous le pseudonyme de Charles Des Fontaines, comédie en 1 acte en prose, Bruxelles, Théâtre royal du Parc, 16 mars 1906. Publié dans une édition de luxe avec des illustrations de Carlos Schwabe (Paris, impr. de G. Kadar, 1906, lire en ligne sur Gallica)
- La Sauvegarde, sous le pseudonyme de Charles Des Fontaines, comédie en 1 acte, Paris, Théâtre des Capucines, 17 novembre 1905
- L'Escarpolette, comédie en 2 tableaux, Monte-Carlo, Théâtre du Palais des Beaux-arts, 28 janvier 1907
- La Pierre de touche, pièce en 3 actes, Monte-Carlo, Théâtre de la Salle Garnier, 1907
- Espada, ballet en un acte, musique de Massenet (1907), sous le pseudonyme de René Maugars
- Pour être heureux, sous le pseudonyme d'André Pascal et avec Paul Arosa, comédie en 2 actes, Bruxelles, Comédie Royale, 12 février 1908
- La rampe, pièce en 4 actes, Paris, Théâtre du Gymnase, 19 octobre 1909
- Prostituée, sous le pseudonyme d'Henri Desfontaines, d'après Victor Margueritte, au théâtre de l’Ambigu-Comique[3],[13].
- Le Caducée, pièce en 4 actes, 1912
- Rien qu'un !, comédie en 1 acte, 1914
- Le Talion, comédie en 3 actes, Paris, Comédie-Marigny, 4 avril 1914
- Le Filleul, sous le pseudonyme d'André Pascal, comédie en 1 acte, 1916
- La Confession, sous le pseudonyme d'André Pascal, comédie en 1 acte, 1918
- Une femme d'aujourd'hui, sous le pseudonyme d'André Pascal, comédie en 1 acte, 1918
- Le Moulin de la Galette, sous le pseudonyme d'André Pascal, pièce en 4 actes, Paris, Théâtre Antoine, 19 janvier 1923
- L'Affaire Juliette, sous le pseudonyme d'André Pascal, comédie en 1 acte, Paris, Théâtre de La Muette, 15 avril 1923
- L'héritage, sous le pseudonyme d'André Pascal, pièce en 3 actes, Paris, Théâtre Antoine, 8 janvier 1924
- La Vocation, sous le pseudonyme d'André Pascal et avec André Delbet, pièce en 4 actes, Paris, Théâtre de la Renaissance, 18 novembre 1926
- Circé, sous le pseudonyme d'André Pascal, pièce en 4 actes, 1928
- Le Grand patron, pièce en 3 actes et 4 tableaux, Paris, Comédie des Champs-Élysées, 7 février 1931
- Moi, je..., pièce en 3 actes et 4 tableaux, 1931

### Médecine
- L'Appendicite, notes de vulgarisation populaire, 1897
- La Consultation des nourrissons à la polyclinique H. de Rothschild. Quelques observations sur l'alimentation des nouveau-nés, et de l'emploi raisonné du lait stérilisé, 1897
- Notes sur l'hygiène et la protection de l'enfance, d'après des études faites à Berlin, Saint-Pétersbourg, Moscou, Vienne et Budapest, 1897
- Allaitement mixte et allaitement artificiel, 1898
- Les Troubles gastro-intestinaux chez les enfants du premier âge. Etiologie, pathogénie, symptomatologie et traitement, alimentation des nourrissons dyspeptiques, 1898
- Hygiène de l'allaitement, allaitement au sein, allaitement mixte, allaitement artificiel, sevrage, 1899
- La Mortalité par gastro-entérite chez les enfants âgés de 0 à 1 an, à Paris et plus particulièrement à la polyclinique H. de Rothschild en 1898 et 1899, 1900
- L'Œuvre philanthropique du lait, 1900
- Pasteurisation et stérilisation du lait, 1901
- Contribution à l'étude de l'industrie laitière en France et dans les principaux pays laitiers d'Europe et d'Amérique, 1902
- Les Gouttes de lait. Organisation d'une ″Goutte de lait″ et d'une ″Consultation de nourrissons″, 1902
- Le Lait à Paris, 1902
- Le Lait à Copenhague, 1903
- Le Lait. I. Les théories pasteuriennes appliquées à l'industrie laitière ; II. Pasteurisation et stérilisation ; III. Principales méthodes d'analyse ; IV. Fraudes et falsifications, 1903
- Notice sur la polyclinique Henri de Rothschild, 1903
- Traitement de la gastro-entérite par le lait écrémé acidifié, 1903
- L'Industrie laitière au Danemark : production et commerce du lait, alimentation des vaches, sociétés de contrôle, écoles de laiterie, législation relative à la margarine, fabrication et exportation du beurre, Rapport adressé à M. le ministre de l'Agriculture, 1904
- Traité d'hygiène et de pathologie du nourrisson et des enfants du premier âge, 1904-1905
- Dyspepsies et infections gastro-intestinales des nourrissons, 1906
- Valeur thérapeutique de la liqueur de Van Swieten chez les nourrissons atteints de troubles digestifs chroniques avec atrophie, 1906
- Études sur la physio-pathologie du corps thyroïde et de l'hypophyse, avec le Dr Léopold Lévi, 1908
- Soins à donner aux femmes en couches et aux nouveau-nés, 1909
- Une visite au professeur Ehrlich, 1910
- Endocrinologie. Nouvelles études sur la physio-pathologie du corps thyroïde et autres glandes endocrines (2e série), avec le Dr Léopold Lévi, 1911
- La Petite insuffisance thyroïdienne et son traitement, avec le Dr Léopold Lévi, 1913
- La Mission de l'ambrine (traitement des brûlés), 1918
- Le Traitement des brûlures par la méthode cirique (pansement à l'ambrine), 1918
- Traité des brûlures, étude clinique et thérapeutique, 1919
- Puériculture et centres d'élevage, 1931

### Divers
- Souvenirs de voyage. Vacances de Pâques (mars-avril 1888), 1888
- Notes sur l'Angleterre, 1889
- À travers les pays scandinaves..., 1890
- Établissements hospitaliers et secours médicaux dans l'antiquité, 1890
- Souvenirs d'Espagne, avril 1889-mars 1890, 1890
- Notes africaines, 1896
- Bibliographia lactaria. Bibliographie générale des travaux parus sur le lait et sur l'allaitement, 1901
- Reflets de la vie, nouvelles, 1907
- Un document inédit sur l'histoire de la collection Campana, 1913
- La Grande guerre, d'après la presse parisienne, avec L.-G. Gourraigne, 1915
- Croisière autour de mes souvenirs, 1932-1936
  - T.1
  - T.2 : Mes maîtres et mes amis à la Faculté et dans les hôpitaux
- Un crime à Saint-Solaire ?, sous le pseudonyme de P.-L. Naveau, 1933
- Pranzini, le crime de la rue Montaigne, sous le pseudonyme d'André Pascal, 1933
- Un bibliophile d'autrefois, le baron James-Edouard de Rothschild, 1844-1881, 1934
- Tour du monde, 1936
- Les Timbres-poste et leurs amis, 1938
- Cent ans de bibliophilie (1839-1939) : la bibliothèque James de Rothschild, 1939

## Collection d'objets d'art
Henri de Rothschild fut un fervent bibliophile. Il posséda également des tableaux et des gravures, dont une des trois versions de La Blanchisseuse de Chardin, qui fut perdue durant la Seconde Guerre mondiale. Une grande partie de sa collection de livres a été léguée en 1949 à la Bibliothèque nationale de France.
Son épouse, Mathilde Sophie Henriette de Weisweiler (1874-1926), accumula cent quatre-vingt objets représentent un ensemble de memento mori, de divers formats, principalement d'origine occidentale. Henri de Rothschild rendit à peine compte de cette collection dans son ouvrage consacré à son épouse, Une dame d'autrefois. La baronne Mathilde Henri de Rothschild (1872-1926) (Lausanne, 1946), que son épouse légua au musée des Arts décoratifs ; en 2018, la fondation Bemberg à Toulouse a exposé cette collection, qui prend sa source dans la vente en 1919 de la collection de Maurice Le Barbier de Tinan (1842-1918), père de Jean de Tinan.